# Giovanni Troglita
Giovanni Troglita (Latino: Ioannes Troglita; fl. VI secolo) è stato un militare bizantino vissuto nel VI secolo.
I suoi successi militari contro i Sasanidi Persiani a Oriente e soprattutto contro i ribelli Mauri in Nord Africa sono narrati nell'ultimo poema epico latino dell'Antichità, la Iohannis o de Bellis Libycis di Flavio Cresconio Corippo.

## Primi anni di carriera
Giovanni Troglita combatté nella Guerra vandalica (533–534), sotto il comando di Belisario, comandando un'armata di foederati. Rimase in Africa dopo la partenza di Belisario, combattendo in Byzacena i Mori (Mauri) sotto il comando di Salomone. Sotto il comando del successore di Salomone Germano, comandò l'ala destra dell'esercito nella battaglia di Scalas Veteres, contro il traditore Stotzas.
Dopo il 538 venne mandato in Oriente, dove venne nominato dux Mesopotamiae, una delle più importanti cariche militari della regione. Nel 542, ottenne alcuni piccoli successi contro i Persiani: il suo esercito vinse di notte i Persiani che stavano assediando Teodosiopoli, e in seguito sconfisse un altro esercito Persiano che stava assediando Dara, catturando il suo generale, Mihr-Mihroe.

## Comandante in Africa
Nella primavera 546, avvenne l'ultima rivolta militare nella provincia d'Africa, sotto il generale Gontarico, che voleva rendersi indipendente da Costantinopoli. Fresco dei suoi successi in Oriente, e avendo già combattuto in quella regione, Giovanni venne nominato da Giustiniano magister militum Africae.

### Repressione della Rivolta Mora
Nel dicembre 546, quando Giovanni raggiunse Cartagine, la situazione era tragica. Le sue truppe, comandate da Marcenzio in Byzacena e da Gregorio a Cartagine, erano poche e di scarsa qualità. Per questo Giovanni provò inizialmente a usare la diplomazia per porre fine alla rivolta delle tribù more. Con la diplomazia ottenne piccoli successi, per esempio Coutzinas si unì a lui con alcune migliaia di cavalieri, mentre Iabdas, il capo degli Aurasii (le tribù dei Monti Aures) decise di essere neutrale. Tuttavia le altre tribù di Byzacena e Numidia si unirono in una confederazione, con lo scopo di espellere i Romani dalle loro ultime fortezze lungo la costa. Nonostante tutto, Giovanni continuò a negoziare con le tribù, guadagnando tempo per preparare il suo esercito a una controffensiva.
Quando finirono i preparativi, Giovanni con il suo esercito lasciò Cartagine, si unì con l'esercito di Marcenzio, e, prendendo le tribù completamente di sorpresa, liberò rapidamente le città assediate. I Mori si ritirarono di nuovo nell'entroterra montagnoso, e sotto il comando di Antalas, unirono le proprie forze presso Sbeitla (antica Sufetula). I Mauri ottennero un successo iniziale quando tesero un'imboscata a un'armata romana in ricognizione. Giovanni avanzò con il suo esercito, ma i Mori rapidamente si ritirarono nei loro accampamenti, che avevano fortificato. Incapace di assaltare direttamente i loro accampamenti, anche l'esercito romano fortificò i propri accampamenti. Dopo che Antalas rifiutò per l'ennesima volta la resa, i due eserciti si scontrarono in battaglia. Alla fine i Romani ebbero la meglio e dispersero i Mori, rompendo le loro difese e devastando i loro accampamenti. Poco dopo la battaglia, molti prigionieri vennero rilasciati, e vennero recuperate insegne militari perse da Salomone a Cillium nel 544.
Alcuni mesi dopo tuttavia, i Leuathae, la più grande tribù della Tripolitania, si rivoltarono capeggiati dal loro comandante Carcasan, e Giovanni dovette affrontarlo. I Mori inizialmente si ritirarono nell'arido entroterra, sperando di scrollarselo di dosso, ma l'esercito di Giovanni, accompagnato da una carovana con acqua e provviste, li seguì nel deserto. Entrambi gli eserciti soffrirono di sete e fame. Alla fine si scontrarono presso Marta, sulle pianure di Gallica. Secondo Corippo, Giovani era riluttante a scontrarsi in battaglia con i Mauri, ma venne costretto dal suo esercito a combattere, un fenomeno frequente durante il Tardo Impero, quando gli eserciti divennero poco disciplinati. La battaglia fu una disfatta per i Romani, che vennero messi in fuga. Giovanni fuggì prima a Iunci e poi a Laribus, dove iniziò a radunare un nuovo esercito. Antalas immediatamente si rivoltò di nuovo e si alleò con i Leuthae, e nel 547 saccheggiarono la provincia, giungendo anche nelle vicinanze di Cartagine.
Nella primavera del 548, Giovanni, formato un nuovo esercito e alleatosi con alcune tribù, partì per scontrarsi con le tribù nemiche. I Mori ancora una volta si ritirarono prima della sua avanzata, sperando di attirarlo nel deserto, lontano dalle basi di rifornimento, e far morire di fame l'esercito romano. Grazie allo spionaggio Giovanni scoprì le loro intenzioni, e decise invece di accamparsi a Iunce, presso il mare. Dopo aver sedato un ammutinamento tra i suoi uomini, si diresse verso i Campi di Cato, dove si erano accampati i Mori. Intento a indurli a combattere un'aperta battaglia, Giovanni mostrò riluttanza a combattere. Il suo piano funzionò e la battaglia venne vinta dai Romani. Diciassette capi Mori, incluso Carcasan, caddero, mentre Antalas venne catturato; le Guerre More si erano definitivamente concluse. Byzacena, Numidia e Tripolitania vennero pacificate e venne inaugurato un lungo periodo di pace.

### Gli ultimi anni
Troglita, ora patricius (patrizio), fu magister militum Africae per almeno altri 4 anni, iniziando il difficile lavoro di ricostruzione. Troglita capì che era impossibile cacciare i Mauri dall'interno delle province, e riportare la provincia ai suoi antichi confini. Invece di inimicarsi le tribù, instaurò buoni rapporti con loro con la diplomazia. Le tribù dei Mauri divennero foederati dell'Impero; in cambio avrebbero avuto autonomia, e i loro capi avrebbero ricevuto una pensione annuale (pacta). Nello stesso tempo, la rete di fortificazioni erette da Salomone venne riparata e rinforzata, assicurando ai Bizantini il controllo delle zone strategicamente importanti.
Nel 551, Totila, re degli Ostrogoti, occupò la Sardegna e la Corsica. Giovanni, per riconquistarle, mandò una flotta lì, ma venne sconfitta. Non si sa la data esatta della sua morte; probabilmente morì nel 552 o poco dopo, e venne sepolto a Cartagine.